# Вселенная Стивена: Фильм
Вселенная Стивена в кино (англ. Steven Universe: The Movie) — американский анимационный музыкальный телевизионный фильм 2019 года, созданный по мотивам мультсериала «Вселенная Стивена» (2013—2019), созданного Ребеккой Шугар. Режиссёром, соавтор, продюсером и исполнительным продюсером выступила сама Шугар и её давние члены команды по сериалу «Вселенная Стивена» Кэт Моррис и Джо Джонстон. Роли озвучивали Зак Каллисон, Эстель, Микаэла Диц, Диди Магно Холл и Сара Стайлз, основной каст актёров озвучивания из оригинального мультсериала «Вселенная Стивена». События в мультфильме Steven Universe: The Movie происходят через два года после событий последней серии 5 сезона «Измени своё мнение», и описываются попытки Кристальных самоцветов спасти всю органическую жизнь на Земле от сумасшедшего самоцвета Шпинель, мстящего Стивену за поступки его матери.
Мультфильм был анонсирован на San Diego Comic-Con International 2018 года, а затем на канале Cartoon Network на YouTube был выпущен короткий трейлер. На San Diego Comic-Con International 2019 года был выпущен трейлер мультфильма, а также был анонсирован выпуск документального фильма о создании мультфильма, который будет выпущен вместе с DVD. Премьера мультфильма состоялась 2 сентября 2019 года на канале Cartoon Network.
События в мультфильме разворачиваются между финалом 5 сезона оригинального сериала «Вселенная Стивена» и его продолжением, «Вселенная Стивена: Будущее».

## Сюжет
После музыкального вступления Алмазов (песня «The Tale of Steven»), Стивен Юнивёрс (уже 16 лет) приветствует граждан недавно реформированной Империи самоцветов. Алмазы хотят, чтобы он остался с ними, чтобы он выполнял роль своей матери Розового алмаза в качестве лидера (песня «Let Us Adore You»), но он отказывается. Вернувшись на Землю, Кристальные самоцветы празднуют обретённый мир (песня «Happily Ever After»). Почти сразу после этого на склоне Пляжного города приземляется гигантская буровая установка, и появляется самоцвет Шпинель, невменяемая и выглядящая как персонаж американских мультфильмов 1920—1930 годов, объявляя о своём намерении убить Стивена и остальную жизнь на Земле (песня «Other Friends»). С помощью оружия внешне похожего на косу стирает воспоминания Жемчуг, Гранат и Аметист и возвращает им их изначальные личности; её атаки также ослабляют силы Стивена, хотя его тело не повреждено. Стивену удаётся нейтрализовать Шпинель её же оружием.
Стивен зовёт своего отца Грега на помощь. Они восстанавливают тела самоцветов, но из-за потери памяти всеми восстановленными самоцветами слияние в виде Гранат распалось на Рубин и Сапфир; Жемчуг предполагает, что она слуга Грега и начинает ему служить (песня «system/BOOT.pearl_final(3).Info»). Шпинель, так же потеряла память и как объяснила всем Жемчуг, она создана для роли шута, чтобы развлекать её спутников, и так как её память была потеряна она стала вести себя так, как и требуется от неё изначально: очень весело, глуповато, беспечно и оптимистично. Стивен обращается за советом к Перидот, Лазурит и Висмут; они пытаются поднять дух Стивена, говоря ему не сдаваться (песня «Who We Are»). Шпинель сравнивает ситуацию с пазлом, предлагая найти «недостающие части» самоцветов, чтобы восстановить их воспоминания, вдохновляя Стивена попытаться воспроизвести первое слияние Рубин и Сапфир. Проделки Шпинель вызывают разрушение строительных лесов окружающих здание и строительного крана, что приводит к риску гибели Руби; когда в последний момент Сапфир толкает её в безопасное место и они сливаются в Гранат (песня «Isn’t It Love?»), но она всё ещё не помнит ничего о себе.
После того, как Стивен восстанавливает память Аметист, воспроизводя переживания, которые они пережили вместе в прошлом (песня «No Matter What»), Перидот обнаруживает, что приземлившаяся гигантская буровая установка Шпинель вводит в кору Земли токсичный химикат, который убивает все живые организмы на Земле. Попытки Стивена удалить инжектор только ускоряют распространение яда на Земле. Чтобы восстановить память Жемчуг, группа берёт её на концерт группы «Сэди Киллер и Подозреваемые», в надежде, что их музыка вернёт ей воспоминания (песня «Disobedient»), но Жемчуг настаивает, что, пока существует Грег, она будет служить ему. Стивен использует то небольшое количество энергии, которое у него осталось, чтобы слиться с Грегом (песня «Independent Together»), что позволяет Жемчуг восстановить её память. Она говорит Стивену, что Шпинель когда-то была подопечной Розового алмаза; Шпинель внезапно одолевает грусть и она убегает.
Стивен следует за Шпинелью в пустынный космический сад, где она раскрывает свою предысторию: когда Розовый алмаз получила колонию в виде планеты Земля, она предложила сыграть со Шпинель в очередную игру но для этого ей нужно было подождать её в саду; Шпинель оставалась ждать Розового алмаза одна на одном месте в саду на протяжении 6000 лет, пока не узнала о судьбе Розового алмаза (песня «Drift Away»). Стивен говорит ей, что он никогда не оставит её и что он исправит ошибки своей матери (песня «Found»).
Вернувшись в Пляжный город, Шпинель выключает инжектор, но когда Стивен начинает переключать своё внимание на всех остальных, она обвиняет Стивена в том, что он просто использует её, а затем собирается бросить её или просто стереть ей снова память. Она снова включает инжектор и нападает на Стивена. Когда он пытается объяснить ей правду, Гранат восстанавливает свою память. Стивен отправляет членов своей команды, эвакуировать население Пляжного города, пока он противостоит Шпинель (песня «True Kinda Love»). Стивен, наконец, понимает, почему его способности как полу-кристального самоцвета ещё не вернулись: его стремление к неизменному «долго и счастливо» сделало его устойчивым к самому понятию роста и перемен, которое ему необходимо заново испытать. Приняв этот факт, он восстанавливает свои силы и сражается со Шпинелью, пытаясь убедить её, что она тоже может измениться (песня «Change»). Их борьба уничтожает инжектор, и Шпинель смягчается, поняв, насколько она ненавидит то, кем она стала.
Алмазы внезапно прибывают, намереваясь жить на Земле со Стивеном. Он представляет им Шпинель, и она сразу же им приглянулась и им понравилась её глупая личность (песня «Let Us Adore You (Reprise)»). Алмазы берут её с собой в Родной мир вместо Стивена, и она с радостью идёт с ними, с теми кто теперь по настоящему будут любить её безоговорочно. Стивен и его друзья собираются, чтобы восстановить Пляжный город. Стивен, Конни, Жемчуг, Гранат, Аметист и Грег исполняют песню «Finale» в стиле Бродвея.

## В ролях
В мультфильме представлены главные и второстепенные персонажи сериала и представлены новые персонажи Шпинель и Стег.
- Зак Каллисон озвучивает Стивена Юнивёрса, 16-летнего полу-человека полу-самоцвета, члена команды Кристальных самоцветов и бывшего члена Великого алмазного управления.
- Сара Стайлз озвучивает Шпинель, бывшую подопечную Розового алмаза, покойной матери Стивена. Изначально исполняла роль шута при Розовом алмазе и была очень весёлой, глуповатой и оптимистичной, но после того, как Розовый алмаз получила колонию и «бросила» её, обозлилась на весь мир и задалась целью убить Стивена и уничтожить всю жизнь на Земле. Отличается огромной эластичностью и гибкостью, также может увеличивать отдельные части своего тела (в частности кулаки). Собственного оружия не имеет, но владеет обновителем (внешне похожим на косу), с помощью которого стирает воспоминания самоцветов и возвращает им их изначальные личности. Её дизайн основан на дизайне персонажей мультфильмов 1920—1930 годов. Камень в форме сердца (изначально расположенный остриём вниз; на данный момент перевёрнут) расположен на груди.
- Микаэла Диц озвучивает Аметист, одну из членов Кристальных самоцветов.
- Диди Магно Холл озвучивает Жемчуг, одну из первых членов Кристальных самоцветов.
- Эстель озвучивает Гранат, слияние, является de facto лидером Кристальных самоцветов.
  - Эрика Латтрелл[англ.] озвучивает Сапфир, часть Гранат, Спокойная и вежливая. Обладает способностью к ясновидению. Супруга Руби.
  - Шарлин И озвучивает Руби, часть Гранат. Пылкая и яростная. Солдат-самоцвет. Супруга Сапфир.
- Узо Адуба озвучивает Висмут, одну из первых членов Кристальных самоцветов.
- Дженнифер Паз-Федоров[англ.] озвучивает Лазурит, одну из членов Кристальных самоцветов, ранее служила Родному миру.
- Шелби Рабара озвучивает Перидот, одну из членов Кристальных самоцветов, ранее служила Родному миру.
- Грейс Ролек[англ.] озвучивает Конни Махесваран, лучшую подругу Стивена.
- Том Шарплинг озвучивает Грега Юниверса, отца Стивена.
- Кристин Эберсоул озвучивает Белого алмаза, лидера Великого алмазного управления, который правит всеми самоцветами в Галактике.
- Пэтти Люпон озвучивает Жёлтого алмаза, члена Великого алмазного управления.
- Лиза Ханниган озвучивает Голубого алмаза, члена Великого алмазного управления.
- Мэтью Мой[англ.] озвучивает Ларса Баррига, друг Стивена.
- Кейт Микуччи озвучивает Сэди Миллер, подругу Стивена.
- Тед Лео[англ.] озвучивает Стег, слияние между Стивеном и его отцом Грегом.
- Эйми Манн озвучивает Опал, слияние между Жемчуг и Аметист.
- Токс Олагундойе озвучивает Нанефуа Пицца, мэра Пляжного города.

## Производство
Мультфильм является музыкальным, с песнями, написанными создателем сериала Ребеккой Шугар при сотрудничестве с музыкантами Aivi & Surasshu, Chance the Rapper, Gallant (певец), Джеймсом Фонтлероем, OHMME, Майком Кролом, Stemage, Джеффом Лю, Джеффом Боллом, и Джулиан «Зорси» Санчес, а также Эстель, Тедом Лео и Эйми Манн, которые также являются актёрами озвучивания в данном сериале. Исполнительным продюсером мультфильма является Ребеккой Шугар. Соисполнительными продюсерами являются Chance the Rapper, Кэт Моррис, Джо Джонстон, Алонсо Рамирес Рамос и Ян Джонс-Квартей. Режиссёрами мультфильма выступили Ребекка Шугар, Кэт Моррис и Джо Джонстон. Сценарий для мультфильма был написан Беном Левином, Хилари Флоридо, Яном Джонсом-Квартей, Джеком Пендарвисом, Джо Джонстоном, Кэт Моррис, Мэттом Бернеттом и Ребеккой Шугар.

## Маркетинг
Мультфильм был анонсирован на San Diego Comic-Con International 2018 года, а затем на канале Cartoon Network на YouTube был выпущен короткий трейлер. Постер мультфильма был выпущен за неделю до San Diego Comic-Con International 2019 года, показывая мельком антагониста мультфильма и заметно повзрослевшего Стивена, устанавливающего события мультфильма спустя два года после событий финального эпизода 5 сезона сериала «Вселенная Стивена» («Измени своё мнение»).
На San Diego Comic-Con International 2019 года был выпущен трейлер мультфильма, а также был анонсирован выпуск документального фильма о создании мультфильма, который будет выпущен вместе с DVD.
Во время трансляции 24 августа телевизионного блока Toonami, являющегося частью ночного блока Adult Swim на канале Cartoon Network, был показал второй трейлер мультфильма.

## Выпуск
Фильм был выпущен 2 сентября 2019 года на Cartoon Network; марафон «Every Steven Ever» вышел в эфир перед фильмом, за которым последовал цифровой релиз 3 сентября. Мультфильм был выпущен на DVD Warner Home Video 12 ноября 2019 года; Этот выпуск содержит документальный фильм «За занавесом: создание Вселенной Стивена: мультфильм и аниматик с комментариями».
Мультфильм был выпущен месяцем позже 1 октября 2019 года на Cartoon Network UK.
Премьера мультфильма состоялась во Франции 27 октября 2019 года на Cartoon Network France

### Кинотеатры
В Аргентине, Парагвае и Уругвае мультфильм шёл в кинотеатрах компании Cinemark Theatres с 24 по 30 октября 2019 года.
23 марта 2020 года был запланирован показ мультфильма компанией Fathom Events, но это событие было отменено из-за пандемии COVID-19.
Из-за ограниченного тиража фильм заработал только $24 012 в международном прокате.

### Телетрансляция
Steven Universe: The Movie просмотрело 1,57 мил. зрителей во время его телетрансляции, которая была бесплатной. Это сделало мультфильм самым рейтинговым на канале за последние три года.

### Оценка
Steven Universe: The Movie был широко признан критиками до выхода в эфир, особенно выделяли музыку, анимацию и персонажей.
Rotten Tomatoes дают фильму 100 % рейтинг одобрения.
Говоря о мультфильме в качестве самостоятельной истории Дани Ди Пласидо из «Forbes», назвал мультфильм «доступным для новичков и чрезвычайно полезным для давних поклонников сериала». Роллин Бишоп из «ComicBook.com» резюмировал, что мультфильм содержит «удивительные музыкальные номера с поразительными иллюстрациями и захватывающей дух анимацией, чтобы превзойти всё, что франшиза пыталась сделать раньше», в то время как Шамус Келли прокомментировал сильное эмоциональное содержание фильма для «Den of Geek», говоря, что «это мультфильм, который после просмотра останется с вами ещё надолго после того, как закончится его показ. […] Как лучшее развлечение, он держит в руках зеркало и позволяет вам безопасно исследовать свою жизнь».

### Награды и номинации
| Год  | Награда                 | Категория                             | Номинант (ы)                         | Итог      |
| ---- | ----------------------- | ------------------------------------- | ------------------------------------ | --------- |
| 2019 | 47th Annie Awards       | Best Voice Acting TV/Media            | Сара Стайлз за озвучивание «Шпинель» | Номинация |
| 2020 | 31st GLAAD Media Awards | Outstanding Kids & Family Programming | Steven Universe: The Movie           | Ожидается |

### Музыка
Первый сингл из саундтрека к мультфильму фильму «True Kinda Love» в исполнении Эстель и Зака Каллисона был выпущен 19 июля 2019 года. Саундтрек был выпущен 3 сентября 2019 года. Саундтрек достиг своего пика под номером 57 в чарте США Billboard 200, номера 6 в Independent Albums, и номер 5 на Саундтрек чарте. Кроме того, две песни из саундтрека, записанные в чарте Billboard Kid Digital Songs. Песни «Other Friends» и «True Kinda Love» достигли пика в чарте под номером 1 и 8 соответственно. Песня «Happily Ever After» позже стала опенингом сериала «Steven Universe Future», который служит эпилогом к оригинальному сериалу «Вселенная Стивена».
Делюкс версия (с демонстрационными версиями нескольких песен) была выпущена 6 декабря 2019 года.

#### Список треков
Трек-лист и из Apple Music и Tidal.
| №   | Название | Автор(ы)                                                                                        | Продюсер (ы)                       | Длительность |
| --- | --- | ----------------------------------------------------------------------------------------------- | ---------------------------------- | ------------ |
| 1.  | «The Tale of Steven (Christine Ebersole, Lisa Hannigan, Patti LuPone)»                                                              | Jeff Ball Rebecca Sugar                                                                         | Aivi & Surasshu Ball Sugar         | 1:17         |
| 2.  | «Once Upon a Time» | Ball                                                                                            | Aivi & Surasshu Ball               | 0:55         |
| 3.  | «Message to the Universe» | Ball                                                                                            | Ball                               | 0:36         |
| 4.  | «Let Us Adore You (Ebersole, Hannigan, LuPone, Zach Callison)»                                                                      | Jeff Liu Sugar                                                                                  | Aivi & Surasshu Sugar              | 1:00         |
| 5.  | «Home Sweet Home» |                                                                                                 | Aivi & Surasshu                    | 1:14         |
| 6.  | «Happily Ever After (Callison, Deedee Magno Hall, Estelle, Michaela Dietz, Tom Scharpling, Uzo Aduba, Jennifer Paz, Shelby Rabara)» | Liu Sugar                                                                                       | Aivi & Surasshu Sugar              | 5:10         |
| 7.  | «The Arrival» |                                                                                                 | Aivi & Surasshu                    | 0:53         |
| 8.  | «Other Friends (Sarah Stiles, Callison, Hall, Estelle, Dietz)»                                                                      | Liu Sugar                                                                                       | Aivi & Surasshu Sugar              | 2:47         |
| 9.  | «One on One» |                                                                                                 | Aivi & Surasshu                    | 1:02         |
| 10. | «system/BOOT. PearlFinal (3).Info (Hall, Scharpling, Callison, Charlyne Yi, Erica Luttrell, Dietz, Stiles)»                         | Liu Sugar                                                                                       | Aivi & Surasshu Sugar              | 3:01         |
| 11. | «With Friends Like These» |                                                                                                 | Aivi & Surasshu                    | 0:59         |
| 12. | «Crystal Gem Huddle» |                                                                                                 | Aivi & Surasshu                    | 1:52         |
| 13. | «Who We Are (Aduba, Callison, Paz, Rabara, Stiles)»                                                                                 | Sugar                                                                                           | Aivi & Surasshu Sugar              | 2:53         |
| 14. | «Hijinks Will Ensue» |                                                                                                 | Aivi & Surasshu                    | 1:56         |
| 15. | «Isn't It Love? (Estelle)» | Estelle James Fauntleroy Sugar                                                                  | Aivi & Surasshu Fauntleroy         | 1:26         |
| 16. | «Search Party» |                                                                                                 | Aivi & Surasshu                    | 0:20         |
| 17. | «Echoes of Friendship» |                                                                                                 | Aivi & Surasshu                    | 0:30         |
| 18. | «No Matter What (Callison, Dietz)»                                                                                                  | Liu Sugar                                                                                       | Aivi & Surasshu Sugar              | 2:11         |
| 19. | «Our Handshake» |                                                                                                 | Aivi & Surasshu                    | 0:26         |
| 20. | «No Ordinary Injector» |                                                                                                 | Aivi & Surasshu                    | 2:12         |
| 21. | «Disobedient (Kate Micucci, Dietz)»                                                                                                 | Mike Krol Sugar                                                                                 | Krol Sugar                         | 2:27         |
| 22. | «Let's Duet» | Stemage                                                                                         | Stemage                            | 1:06         |
| 23. | «Independent Together (Ted Leo, Hall, Aimee Mann)»                                                                                  | Leo Sugar Stemage                                                                               | Aivi & Surasshu Sugar Stemage Leo  | 3:16         |
| 24. | «Running Out of Time» |                                                                                                 | Aivi & Surasshu                    | 0:32         |
| 25. | «Feelings Flooding Back» | Ball                                                                                            | Aivi & Surasshu Ball               | 0:40         |
| 26. | «A Special World» |                                                                                                 | Aivi & Surasshu                    | 1:09         |
| 27. | «Drift Away (Stiles)» | Mann Sugar                                                                                      | Aivi & Surasshu Sugar              | 3:13         |
| 28. | «Found (Stiles, Callison)» | Liu Sugar                                                                                       | Aivi & Surasshu Sugar              | 1:26         |
| 29. | «Downward Spiral» |                                                                                                 | Aivi & Surasshu                    | 2:40         |
| 30. | «True Kinda Love (Estelle, Callison)»                                                                                               | Aivi Tran Chancelor Bennett Estelle Fauntleroy Julian Sanchez Macie Stewart Sugar Steven Velema | Aivi & Surasshu Bennett Fauntleroy | 4:54         |
| 31. | «The Missing Piece» | Ball                                                                                            | Aivi & Surasshu                    | 2:06         |
| 32. | «Change (Callison)» | Liu Sugar                                                                                       | Aivi & Surasshu Sugar              | 1:33         |
| 33. | «Not Good at All» |                                                                                                 | Aivi & Surasshu                    | 1:20         |
| 34. | «There's No Such Thing as Happily Ever After»                                                                                       |                                                                                                 | Aivi & Surasshu                    | 1:07         |
| 35. | «Are We Interrupting Something?» | Ball                                                                                            | Aivi & Surasshu                    | 1:55         |
| 36. | «Let Us Adore You (Reprise) (Ebersole, Hannigan, LuPone, Stiles)»                                                                   | Liu Sugar                                                                                       | Aivi & Surasshu Sugar              | 1:52         |
| 37. | «Finale (Callison, Hall, Estelle, Dietz, Grace Rolek, Aduba, Paz, Rabara, Micucci, Matthew Moy, Scharpling, Toks Olagundoye)»       | Gallant Sugar                                                                                   | Aivi & Surasshu Sugar              | 2:02         |
| 38. | «True Kinda Love [Music Video] (Bonus Track) (Estelle, Callison)»                                                                   | Tran Bennett Estelle Fauntleroy Sanchez Stewart Sugar Velema                                    |                                    | 2:37         |

| №   | Название                                                              | Автор(ы)                  | Длительность |
| --- | --------------------------------------------------------------------- | ------------------------- | ------------ |
| 39. | «Other Friends (Radio Edit) (Stiles, Callison, Hall, Estelle, Dietz)» | aivi & surasshu Liu Sugar | 1:45         |
| 40. | «The Tale of Steven (Rough Demo) (Sugar)»                             | Sugar                     | 1:27         |
| 41. | «No Matter What (Demo) (Sugar, Liu)»                                  | Liu Sugar                 | 2:12         |
| 42. | «Independent Together (Demo) (Sugar, Leo)»                            | Sugar Leo                 | 3:23         |
| 43. | «Found (Demo) (Sugar, Liu)»                                           | Liu Sugar                 | 1:23         |
| 44. | «Disobedient (Demo) (Sugar)»                                          | Krol Sugar                | 2:29         |
| 45. | «Other Friends (Rough Demo) (Sugar)»                                  | Liu Sugar                 | 2:03         |
| 46. | «Finale (Concept) (Gallant)»                                          | Gallant Sugar             | 1:39         |

#### Чарты
| Чарты (2019)             | Наивысшая позиция |
| ------------------------ | ----------------- |
| US Rolling Stone Top 200 | 47                |